# Medkulturna psihologija
Medkulturna psihologija je veja psihologije, ki se ukvarja z raziskovanjem vpliva kulturnih faktorjev na psihološke dimenzije. Cilj medkulturne psihologije je ugotoviti univerzalna in specifična vedenja v različnih kulturah in njihov vpliv na človeško vedenje, družinsko okolje, socialne izkušnje, izobraževanje ipd.  Medkulturna psihologija se povezuje s kulturno psihologijo, osnovna ideja katere je, da sta kultura in um neločljiva, torej ne obstajajo nobeni univerzalni zakoni, po katerih bi um deloval. 
Pri vseh svojih dejavnostih se ljudje zanašajo na svoje vrednote, čustva, strategije in cilje, ki so bili oblikovani z njihovimi lastnimi kulturnimi izkušnjami. Posledično to pomeni, da so psihološke teorije, osnovane v eni kulturi težko aplicirane v drugi kulturi.
Med kulturno in medkulturno psihologijo obstajajo bistvene konceptualne, teoretske in metodološke razlike. Začetke medkulturne psihologije najdemo že leta 1860 v Lazarusovem in Steinthalovem „Journal of Folk Psychology and Language Science“, medtem ko se je kulturna psihologija začela razvijati nekoliko pozneje, v začetku 19. stoletja. Kulturna psihologija raziskuje specifične kulture in značilnosti le-teh, torej je bolj usmerjena v statične aspekte kulture. Medkulturna psihologija primerja različne kulture in se bolj usmerja v dinamične aspekte kulture, kar ji hkrati omogoča odkrivanje kulturno univerzalnih zakonov in vedenjskih obrazcev.

## Pojem kulture
V širšem smislu je kultura celotna družbena dediščina neke skupine ljudi oz. naučeni obrazci mišljenja, čustvovanja in vedenja neke skupine, skupnosti ali družbe. Pojem kulture se v kulturni psihologiji uporablja v dveh kontekstih. Prvi se nanaša na kulturo kot kakršnokoli vrsto informacije, ki je pridobljena s strani pripadnikov iste vrste skozi socialno učenje in je zmožna vplivati na vedenje posameznika. V drugem kontekstu je kultura skupina ljudi, ki živijo znotraj istega socialnega konteksta in so izpostavljeni podobnim inštitucijam, se vključujejo v podobne dejavnosti in redno komunicirajo med seboj.

## Pristopi
Pri raziskovanju in primerjavi različnih kultur raziskovalci uporabljajo dva pristopa: t. i. etic pristop, ki se nanaša na pogled domorodca in t. i. emic pristop, ki kulturo preučuje s pogleda raziskovalca oz. objektivnega opazovalca. Z uporabo etic pristopa se kultura raziskuje „od znotraj“, raziskovanje pa je večinoma bazirano le na eni kulturi, medtem ko pri etic pristopu raziskujemo in primerjamo različne kulture „od zunaj“ oz. izven kulturnega sistema. Z izključno uporabo emic pristopa bi imeli težave z oblikovanjem različnih zakonov in vedenj, ki so kulturno univerzalni, medtem ko bi z izključno uporabo etic pristopa pridobili pogled na kulturo iz ene same perpektive, ki pa je za kakršnekoli veljavne psihološke zaključke preozka. Najbolj obširne in veljavne zaključke lahko torej dobimo s kombiniranjem obeh pristopov.

## Raziskovanje in uporaba

### Delo in organizacija
Preko razlik v percepciji, kogniciji, normah, stališčih, motivih in vrednotah vplivajo razlike med kulturami tudi na delovne in organizacijske procese. Ugotovitve raziskav na to temo lahko uporabimo pri selekciji kadrov, oblikovanju delovnih mest ter pogajanju in reševanju konfliktov na delovnem mestu. Razširitev multinacionalnih korporacij in migracija miljonov delavcev iz revnih v razvite države je povzročila izrazito heterogeno delovno silo v nekaterih državah. Medkulturne razlike so pri tem zelo pomembne v primeru selekcije kandidatov, ki prihajajo iz druge kulture ter pri selekciji in treningu kandidatov za delovno mesto v drugi kulturi.
Kulture se med seboj razlikujejo tudi na področju menedžmenta, ki obsega postavljanje ciljev, načrtovanje, nadzorovanje organizacije in usposabljanje ter motiviranje zaposlenih. Tako je npr. kritiziranje sodelavcev, ki se tolerira na Švedskem, zelo neprimerno in nezaželeno v ZDA. Na podlagi dostopnih raziskav lahko zaključimo, da je pojav konfliktov na delovnem mestu bolj pogosta v medkulturnih kot v znotrajkulturnih situacijah. Strategije in metode reševanja konfliktov pa so večinoma kulturno univerzalne oz. jih lahko uporabljamo v različnih kulturah.
Ena od dimenzij na katero je posebej treba paziti pri medkulturnih primerjavah  na področju dela in organizacije, je kolektivizem oz. individualizem. Medtem ko je individualizem (v delovni situaciji npr. postavljanje lastnih interesov in odgovornosti na prvo mesto) značilen predvsem za razvite zahodne države, je kolektivizem (v delovni situaciji npr. osredotočanje na realizacijo skupinskih ciljev in podrejevanje lastnih interesov skupinskim) značilen za hitro naraščajoče ekonomije držav daljnega vzhoda, kot so Japonska, Južna Koreja, Hongkong in Tajvan.

### Psihološko testiranje
Mnogo različnih avtorjev skozi zgodovino psihologije definira inteligentnost na različne načine, pri tem pa se postavlja vprašanje merjenja oz. ocenjevanja inteligentnosti, še posebej v različnih kulturah. Vse bolj naraščajoče priznavanje da nekatere kulture ne delijo naše zahodno pojmovanje inteligentnosti nam pomaga razumeti da so kulturne variacije zelo pomembne pri ocenjevanju le-te.
Glede na to se zdi smiselno v medkulturnih raziskavah poudariti predvsem specifične definicije inteligentnosti v določenih kulturah. V primerjavi vzhodnega (Kitajska) in zahodnega (Avstralija) pojma inteligentnosti, raziskave ugotavljajo, da Kitajci bolj poudarjajo pragmatizem, občutek odgovornosti in socialnega zavedanja oz. prepoznavanja in razumevanja čustev, potreb in skrbi drugih ljudi, vključenih v socialno skupnost. Med ljudstvom Baganda, ki živijo v Ugandi, je pojem inteligentnosti ali obugezi zasnovan glede na sposobnost posameznika, da razmišlja in premišljuje, pri tem pa je zaželena predvsem počasnost, v nasprotju z zahodnim pojmom inteligentnosti, za katerega je kratek čas reševanja naloge ključnega pomena.
Eden od pomembnih vidikov medkulturnega testiranja kognitivnih sposobnosti je IQ, na katerega je tudi dokazan vpliv kulturnih dejavnikov. Raziskave poročajo o značilno večjih dosežkih pri japonskih otrocih, pri rezultatih pa je zanimivo tudi, da ima 10% testiranih japonskih otrok IQ višji od 130, medtem ko je tako visok rezultat precej redkejši pri ameriških otrocih. Še vedno pa ostaja vprašanje, ali so nižji oz. višji rezultati posledica prirojene razlike v inteligentnosti ali enostavno odražajo različne kulturne priložnosti.
Še ena kulturna razlika, na katero mora biti test občutljiv, je čas. Čeprav je čas reševanja ključnega pomena za naš, zahodni pojem kulture, ostale kulture ne delijo nujno te ideje o hitri izvedbi kot vrlini. Kot najbolj primeren test za medkultuno testiranje inteligentnosti raziskovalci izpostavljajo Ravenove progresivne matrice, ki merijo posameznikove neverbalne kognitivne sposobnosti. Z uporabo t. i. culture-fair testov smo se izognili težavam, povezanim z jezikom in časom, še vedno pa ostaja problem motivacije in stališč do testiranja, na izvedbo pa lahko vpliva tudi okoljska variabilnost oz. okoljski vplivi.

### Slovenija
Mednarodna raziskava GLOBE (Global Leadership and Organizational Behavior Effectiveness) je pokazala obstoj pomembnih razlik v kulturnih zaznavah in vrednotah med Slovenijo in klastrom srednjeevropskih držav, ki ga sestavljajo Nemčija, Slovaška, Češka in Romunija. Poleg raziskovanja uveljavljenih kulturnih praks in vrednost se je raziskava osredotočila tudi na kulturne razlike v zanavanju stilov vodenja in vrednot v povezavi z delovnim mestom. Slovenci višje kot države srednjeevropskega klastra vrednotijo enakost spolov, asertivnost (odločnost in tekmovalnost), izogibanje negotovostim in skupinski kolektivizem (ponos članov družbe, da so člani manjših skupin kot so npr. družina, prijatelji ali organizacija, v kateri so zaposleni), manjšo pomembnost pa pripisujejo institucionalnemu kolektivizmu (stopnja, do katere neka organizacija spodbuja in nagrajuje kolektivno razdelitev sredstev in kolektivna dejanja), humanistični orientiranosti (spodbujanje in nagrajevanje ostalih v organizaciji, pravičnost, nesebičnost in skrbnost) in orientiranosti na prihodnost (načrtovanje in vlaganje v prihodnost). Kot najbolj zaželen tip vodenja v Sloveniji izstopa vodenje, orientirano na moštvo, najbolj zaželene lastnosti in veščine voditelja pa so informiranost, komunikativnost, uspešnost v pogajanju, inteligentnost in motiviranost. GLOBE večino razlik v kulturnih zaznavah in vrednotah pojasnjuje z nedavno tranzicijo Slovenije iz socialistične socioekonomske ureditve v kapitalizem.

### Spletni viri
- Berry, John W; Poortinga, Ype H; Segall, Marshall H; Dasen, Pierre R (2002), Cross-cultural psychology: Research and applications (2. izd.), Cambridge: Cambridge University Press, ISBN 0-521-64617-0, pridobljeno 8. aprila 2015